# Rat à queue noire
Mesocapromys melanurus
Espèce
Synonymes
- Capromys melanurus Poey, 1865
- Mysateles melanurus (Poey, 1865) (préféré par UICN)

Statut de conservation UICN

 VU A2cd : Vulnérable
Le Rat à queue noire (Mesocapromys melanurus ou, selon les auteurs, Mysateles melanurus) est une espèce de Rongeurs de la famille des Capromyidés qui comprend des hutias. C'est un animal qui est en danger (VU), endémique de Cuba.
L'espèce a été décrite pour la première fois en 1865 par le zoologiste cubain Felipe Poey y Aloy (1799-1891). Sa taxinomie est encore discutée.
Synonymes :
- Capromys melanurus Poey, 1865
- Mysateles melanurus (Poey, 1865) (préféré par UICN)